# Марко Рубен
Ма́рко Ру́бен (ісп. Marco Rubén, нар. 26 жовтня 1986, Капітан-Бермудес, Аргентина) — аргентинський футболіст, нападник аргентинського клубу «Росаріо Сентраль».
Насамперед відомий виступами за клуби «Росаріо Сентраль» та «Вільярреал», гравець національної збірної Аргентини. Найкращий бомбардир чемпіонату Аргентини 2015.

## Клубна кар'єра
Народився 26 жовтня 1986 року в місті Капітан-Бермудес. Вихованець футбольної школи клубу «Росаріо Сентраль». Дорослу футбольну кар'єру розпочав 2004 року в основній команді того ж клубу, в якій провів три сезони, взявши участь у 77 матчах чемпіонату. Більшість часу, проведеного у складі «Росаріо Сентраль», був основним гравцем атакувальної ланки команди.

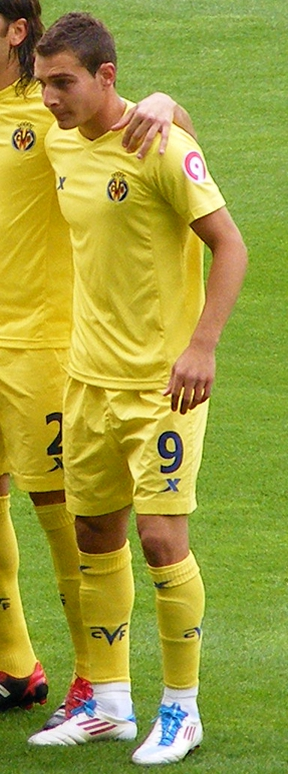
Марко Рубен під час виступів за «Вільярреал». 7 серпня 2011 року

На початку 2007 року за 7.5 мільйона фунтів разом зі своїми одноклубниками Крістіаном Вільягрою та Хуаном Охедою перейшов до клубу «Рівер Плейт», а згодом, наприкінці того ж року, перебрався до Європи, уклавши контракт з іспанським «Вільярреалом».
Тренерський штаб нового клубу не розглядав молодого аргентинця як гравця основного складу, тому невдовзі після укладання контракту з «Вільяреалом» Рубен приєднався на умовах оренди до команди іншого іспанського клубу, «Рекреатіво». Зігравши за найстарший колектив країни в сезоні 2007-08 14 матчів, забивши чотири голи та посівши зі своєю командою 16 місце, наступний футбольний рік Рубен також провів в клубі з Уельви. Але другий сезон як для футболіста, так і для клубу був менш вдалим: Рубен забив лише три м'ячі у 29 матчах чемпіонату, а його команда вилетіла до Сегунди.
Влітку 2009 року «Вільярреал» вирішив повернути з оренди аргентинця, проте в другому за рівнем дивізіоні Іспанії Марко грати все ж довелося, оскільки Рубен став виступати за резервну команду клубу — «Вільярреал Б», забивши у сезоні 2009/2010 17 м'ячів у 31 матчі. Такі показники не залишилися непоміченими й Марко отримав шанс дебютувати в першій команді, за яку в тому ж сезоні провів п'ять матчів та забив два голи (один із них у Лізі Європи).
Протягом двох наступних чемпіонатів Рубен почав з'являтися в основному складі «субмарини» все частіше й частіше, зігравши ще 84 матчів (20 голів), з яких 18 (чотири голи) — в єврокубках, діставшись зі своєю командою півфіналу Ліги Європи-2010/11.
Сезон 2011/12 став одним із найгірших в історії «Вільярреала». Команда зайняла 19 місце в чемпіонаті Іспанії й понизилась у класі. А Марко, який із дев'ятьма голами став найкращим бомбардиром команди, зацікавив ряд європейських клубів.
У липні 2012 року керівництво «Вільярреала» досягло домовленості про перехід гравця до київського «Динамо». За неофіційними даними сума трансферу склала 10 мільйонів євро. За київський клуб в офіційних матчах дебютував 3 серпня 2012 року, відігравши повний матч проти «Кривбасу». Проте довго Марко не міг відзначитись і лише 3 листопада 2012 року забив у ворота «Таврії» перший м'яч за «Динамо» на 45+1 хвилині добиванням м'яча у ворота Даміра Кахрімана. Попри це Рубен повністю програв конкуренцію за місце на поле нападнику Брауну Ідеє, зігравши за весь сезон лише 11 матчів, причому більшість з них з виходів на заміну і не забив більше жодного м'яча.
Влітку 2013 року був відданий в річну оренду у французький «Евіан», де став виступати разом з іншими орендованими партнерами з київського «Динамо» — Факундо Бертольо та Андресом Ескобаром. Протягом сезону 2013/14 зіграв у 29 матчах, забивши лише один гол в матчі чемпіонату проти «Аяччо».
Влітку 2014 року, відразу по завершенні оренди у Франції, був відданий в оренду до мексиканського «УАНЛ Тигреса», який по завершені сезону 2014/15 отримав право викупити контракт гравця.
А вже на початку 2015 року Марко перейшов до «Росаріо Сентраль», знову ж таки на правах оренди. За «залізничників» Рубен забив у чемпіонаті Аргентини 21 гол, що значною мірою посприяло завоюванню третього місця в чемпіонаті. Також він став фіналістом Кубка Аргентини. Завдяки вдалому сезону Марко Рубен завоював престижну нагороду «Олімпія», як найкращий футболіст Аргентини 2015. У категорії гравців, які виступали в місцевому чемпіонаті він випередив знаменитого Карлоса Тевеса з «Бока Хуніорс» і Карлоса Санчеса, що грає за «Рівер Плейт».

## Виступи за збірну
5 червня 2011 року дебютував в офіційних матчах у складі національної збірної Аргентини, вийшовши на поле у товариській грі проти збірної Польщі. Забив єдиний м'яч аргентинців у цій грі, що завершилася для них поразкою з рахунком 1:2. Цей матч став єдиним для футболіста у футболці «альбі-селесте».

## Титули і досягнення
- Володар Кубка Аргентини (1):

«Росаріо Сентраль»: 2018
- Володар Кубка Бразилії (1):

«Атлетіко Паранаенсе»: 2019
- Володар Кубка банку Суруга (1):

«Атлетіко Паранаенсе»: 2019